# Mario Ierardi
Mario Ierardi (Magenta, 19 de febrero de 1998) es un futbolista italiano que se desempeña como defensa. Juega en el Vicenza Virtus de la Serie B de Italia.

## Carrera

### Inicios de su carrera
Ierardi empezó su carrera en la cantera del Pro Patria. Luego, en julio del 2014, es fichado por el Reggiana Giovani, y luego por la cantera del Genoa FC en agosto de ese año. Al finalizar la temporada, vuelve al Reggiana Giovani, para un mes después, volver al Genoa, esta vez para el equipo sub-19.

### Préstamo a Ravenna
El 1 de julio de 2017, Ierardi fue fichado por el Ravenna de la Serie C en un contrato de préstamo por una temporada. El 10 de septiembre debutó en la Serie C con como suplente en sustitución de Riccardo Barzaghi en el minuto 84 en una derrota en casa por 5-1 ante el Triestina. El 22 de septiembre, Ierardi jugó su primer partido como titular con el Ravenna, una victoria en casa por 1-0 sobre el Modena, donde fue reemplazado a los 81 minutos. El 1 de octubre jugó su primer partido completo, una victoria a domicilio por 1-0 sobre el Fano 1906. Ierardi terminó su préstamo habiendo jugado solo 14 partidos, volviendo al Genoa.

### Südtirol
El 13 de julio de 2018, Ierardi fue prestado por el Genoa al FC Südtirol por toda la temporada. El 30 de julio hizo su debut en un 2-1 en casa sobre Albalonga en la primera ronda de la Coppa Italia, jugando todo el partido. El 5 de agosto jugó el partido de la segunda ronda contra el Venezia, ganando 1-0. Una semana más tarde jugó en la tercera ronda, un 2-0 sobre Frosinone como visita. El 17 de septiembre hizo su debut con el equipo en la Serie C, un 1-0 en casa sobre el Teramo. El 26 de diciembre recibió su primera expulsión en el minuto 79 en un 1-1 contra el AC Monza. Acabó la temporada con 31 partidos jugados.
El 12 de julio de 2019, después de la cesión, El Genoa finalmente vende a Ierardi al Südtirol, como agente libre, firmando por 3 años. El 4 de agosto hizo su debut en aquella temporada, y también marcó su primer gol como profesional en el minuto 74 en una victoria por 4-1 sobre el Città di Fasano en la primera ronda de la Coppa Italia 2019-20. Tres semanas después, el 25 de agosto, hizo su debut en liga con una victoria por 2-1 como visitante sobre Vis Pesaro, jugando todo el partido. El 21 de septiembre, Ierardi anotó su primer gol en la Serie C 2019-20, en el minuto 51 de la victoria por 1-0 sobre el Arzignano Valchiampo . El 22 de enero marcó su segundo gol con el club en el minuto 2 de la victoria en casa por 2-0 sobre el Vis Pesaro.

### Vicenza
El 18 de agosto de 2020, Ierardi ficha por el Vicenza, recién ascendido a la Serie B aquella temporada, firmando un contrato de 3 años.

## Carrera internacional
Ierardi representó a Italia en las categorías Sub-18 y Sub-19. El 14 de enero de 2016, Ierardi hizo su debut en la categoría Sub-18 en una victoria por 6-0 sobre la selección de Bélgica Sub-18, donde fue reemplazado por Niccolò Tofanari en el minuto 78. El 13 de abril de 2016 jugó su primer partido completo con Italia Sub-18, el cual fue una derrota en casa por 2-1 ante Francia. 
El 11 de agosto de 2016, Ierardi hizo su debut en la categoría Sub-19 en una derrota en casa por 1-0 ante Croacia, fue reemplazado por Niccolò Tofanari al minuto 70.